# Xena (software)
Xena es software de código abierto para uso en preservación digital. Xena es la abreviatura de XML Electronic Normalising for Archives (XML electrónico normalizado para archivos).
Xena es una aplicación de Java desarrollada por el Archivo Nacional de Australia. Está disponible de forma gratuita bajo licencia GNU General Public License.
La versión 5.0.0 se lanzó el 9 de diciembre de 2009. El código fuente y los binarios para Linux, OS X y Windows están disponibles en SourceForge.

## Modo de funcionamiento
Xena intenta evitar la obsolescencia digital convirtiendo archivos a un formato especificado abiertamente, como ODF o PNG. Si el formato de archivo no es compatible o se ha seleccionado la opción de normalización binaria, Xena realiza codificación ASCII Base64 en los archivos binarios y ajusta la salida en metadatos de XML. El archivo.xena resultante es texto sin formato, aunque el contenido de los datos en sí no es directamente legible. Puede recuperar el archivo original exacto desnudando los metadatos e invirtiendo la codificación Base64, con un visor interno.

## Características
El software Xena posee las siguientes propiedades:
- Xena soporta las plataformas Microsoft Windows, Linux y Mac OS X.
- Utiliza utiliza una serie de plugins para identificar formatos de archivo y convertirlos a un formato adecuado abiertamente especificado.
- Posee una API que permite a cualquier desarrollador de Java razonablemente calificado desarrollar un plugin para cubrir un nuevo tipo de archivo.
- Xena puede procesar archivos individuales o directorios completos. Al procesar un directorio completo, puede conservar la estructura de directorios original de los registros convertidos.
- Puede crear versiones de texto sin formato de formatos de archivo, como TIFF, Word (.doc, .docx) y PDF, con el uso de Tesseract OCR.
- La interfaz de Xena o Visor Xena permite ver o exportar un archivo de Xena en su formato de archivo de destino.
- El Visor de Xena soporta exportación masiva (en lotes) de archivos Xena a formatos de archivo de destino.
- Xena puede utilizarse mediante su interfaz gráfica de usuario o la línea de comandos.

Para que Xena funcione plenamente, requiere una instalación local del siguiente software externo:
- Suite OpenOffice.org o LibreOffice - para convertir documentos de office al formato OpenDocument.
- Hipercubo - para crear versiones de texto sin formato de formatos de archivo.
- ImageMagick - para convertir un subconjunto de archivos de imagen a PNG
- Readpst - para convertir archivos Microsoft Outlook PST a XML. Readpst es parte de la suite de software libpst, de código abierto y libre.
- FLAC - para convertir archivos de audio al formato FLAC. Esto también es necesario para reproducir archivos de audio con Xena.

## Reseñas
El 22 de abril de 2010, una reseña de Practical e-Records evaluó a Xena con una calificació 82/100 puntos. Actualmente Xena no tiene formato destino para la preservación de archivos de vídeo.